# Lisburn and Castlereagh
Lisburn and Castlereagh (Iers: Lios na gCearrbhach agus An Caisleán Riabhach) is een district (ONS-code N09000007) in Noord-Ierland. Het ligt in het zuidoosten van Noord-Ierland, met een tip in het noordwesten van het district grenzend aan Lough Neagh. Lisburn and Castlereagh telt 144.000 inwoners. De landoppervlakte bedraagt 506 km², de bevolkingsdichtheid is dus 285 inwoners per km².
Van de bevolking is 67% protestant en 24% katholiek.
Lisburn and Castlereagh ontstond op 1 april 2015 na het Local Government Reform Programme, de herindeling van 26 naar 11 districten in Noord-Ierland. Lisburn and Castlereagh kwam tot stand door de samenvoeging van de voormalige districten City of Lisburn en Castlereagh. Eerder ongewoon in het Programme werden enkele townlands van district getransfereerd en werden concreet Gilnahirk, Tullycarnet, Braniel, Merok, Cregagh, Wynchurch, Glencregagh and Belvoir, Collin Glen, Poleglass, Lagmore, Twinbrook, Kilwee en Dunmurry toegevoegd aan Belfast. Lisburn heeft Britse stadsrechten, Castlereagh was een borough. In vergelijking met de oude graafschappen maakt het district deel uit van het grotere oude County of Down en het zuidelijke tipje van het oude County of Antrim.
De lokale autoriteit is de Lisburn and Castlereagh City Council, die de Lisburn City Council en de Castlereagh Borough Council vervangt. De vergaderingen van de raad zijn in Lisburn.
Het district wordt bestuurd door 40 raadsleden die verkozen werden in zeven aparte District Electoral Areas (DEAs) die ze als districtsraadslid vertegenwoordigen. Elke DEA leverde zeven, zes of vijf vertegenwoordigers. Deze zeven DEAs zijn: Castlereagh East, Castlereagh South, Downshire East, Downshire West, Killultagh, Lisburn North en Lisburn South. De eerste verkiezingen vonden plaats in mei 2014. Het eerste jaar trad de districtsraad op als een soort schaduwraad naast de districtsraden van de oude districten die tot eind maart 2015 in functie bleven.

## Zetelverdeling
De verkozenen na de verkiezing van 22 mei 2014 waren effectief in functie van 2015 tot 2019. Verkiezingen zijn vierjaarlijks.
| Partij                             | Verkozen 2014 | Evolutie 2017 | Verkozen 2019 |
| ---------------------------------- | ------------- | ------------- | ------------- |
| Democratic Unionist Party          | 20            | 20            |               |
| Ulster Unionist Party              | 8             | 9             |               |
| Alliance Party of Northern Ireland | 7             | 5             |               |
| Social Democratic and Labour Party | 3             | 4             |               |
| NI21                               | 1             | 0             |               |
| Traditional Unionist Voice         | 1             | 1             |               |
| Onafhankelijken                    | 0             | 1             |               |

Situatie op 26 november 2017.
Antrim and Newtownabbey · Ards and North Down · Armagh City, Banbridge and Craigavon · Belfast · Causeway Coast and Glens · Derry City and Strabane · Fermanagh and Omagh · Lisburn and Castlereagh · Mid and East Antrim · Mid Ulster · Newry, Mourne and Down